# La Scala (Paris)

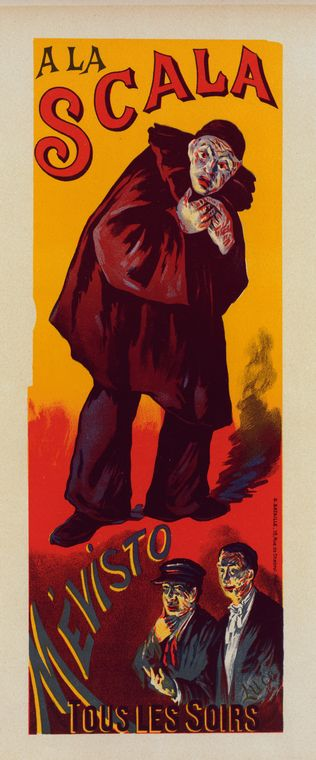
Affiche pour les représentations de Jules Mévisto à la Scala en 1891 par Maximilien Luce.

La Scala est une salle de théâtre parisienne située 13, boulevard de Strasbourg dans le 10e arrondissement de Paris. 
Inaugurée en 1874, elle fut un célèbre music-hall avant d'être transformée en salle de cinéma Art déco en 1936. En 1977, elle est reconstruite et devient le premier multisalles de la capitale spécialisé dans le cinéma porno. Le 12 février 2016, la Scala est rachetée par Mélanie et Frédéric Biessy, qui en font un théâtre consacré aux arts de la scène, à la musique et aux arts visuels ouvert aux créations françaises et internationales.

## Histoire

Affiche pour les représentations de Germaine Gallois à la Scala en 1901 par Maurice Biais.

### Du café-concert au music-hall (1857-1934)
En 1787, le sieur Gauthier ouvrit à cet endroit une auberge à l'enseigne du Cheval-Blanc. Elle devint plus tard une guinguette, avec tables et chaises installées en extérieur, sous des tonnelles, et un orchestre juché sur des tréteaux, composé de deux violons, une basse et une flûte. En 1857, le Cheval-Blanc devient un café-chantant.
En 1874, impressionnée par La Scala de Milan, Marie-Reine Rameau, veuve Roisin, propriétaire du bal de l'Élysée-Montmartre, fait édifier à cet emplacement par les architectes Delarue et Beaupied le café-concert de la Scala. La salle de 340 m2 peut contenir environ 1 400 places. Elle est surmontée d'une coupole vitrée amovible (disparue depuis, malgré une hauteur sous plafonds de 25 mètres). On y donne la première revue en 1878. Le chanteur Paulus, transfuge de l'Eldorado situé de l'autre côté du boulevard, est engagé et devient une grande vedette.
En 1895, Édouard Marchand monte à la Scala la première grande revue de music-hall à l'anglaise en France. Toutes les grandes vedettes du café-concert (caf'conc') s'y produisent : Polin, Yvette Guilbert, Fragson, Mayol, Polaire, Paulette Darty, Max Dearly ou encore Mistinguett. En 1903, Erik Satie réside plusieurs mois à La Scala, où il accompagne Paulette Darty.
En 1916, la Scala est utilisée comme théâtre de vaudeville, où se produisent Pauline Carton ou Marie Dubas et où l'on joue Feydeau. La salle est modernisée en 1926 et accueille Raimu, Georgius, Dranem, Fréhel (elle était venue une première fois en 1900).

### Cinéma (1934-1999)
Transformée en cinéma, elle rouvre  en 1934, avec le tour de chant de Damia et d'Alice Méva. 
En 1936, la Scala est confiée à une société d'exploitation cinématographique, et transformée en une salle de cinéma de 1200 places par l'architecte Maurice Gridaine dans le style Art déco, avec un savant jeu de miroirs dans le hall. À partir de 1977, le volume est divisé en cinq salles et la programmation est désormais consacrée au cinéma porno. La salle ferme au cours de l'été 1999, affaibli par la concurrence des cassettes VHS.
Quelques mois plus tard, la Scala est rachetée par l'Église universelle du Royaume de Dieu, devenue depuis Centre d'accueil universel, pour en faire un lieu de culte, mais les oppositions du quartier amènent la mairie de Paris à refuser les permis de construire successifs. La salle était fermée en 2009 et mise en vente selon Le Parisien. La ville de Paris a envisagé d'y installer des logements sociaux et une pépinière d'entreprise, loin du projet du producteur de cinéma, Maurice Tinchant, qui, en 2000, souhaitait faire renaitre ce lieu en un cinéma d'art et d'essais. Abandonné, l'endroit a dès lors l'aspect d'un hangar vide.

### La Scala Paris (2018)

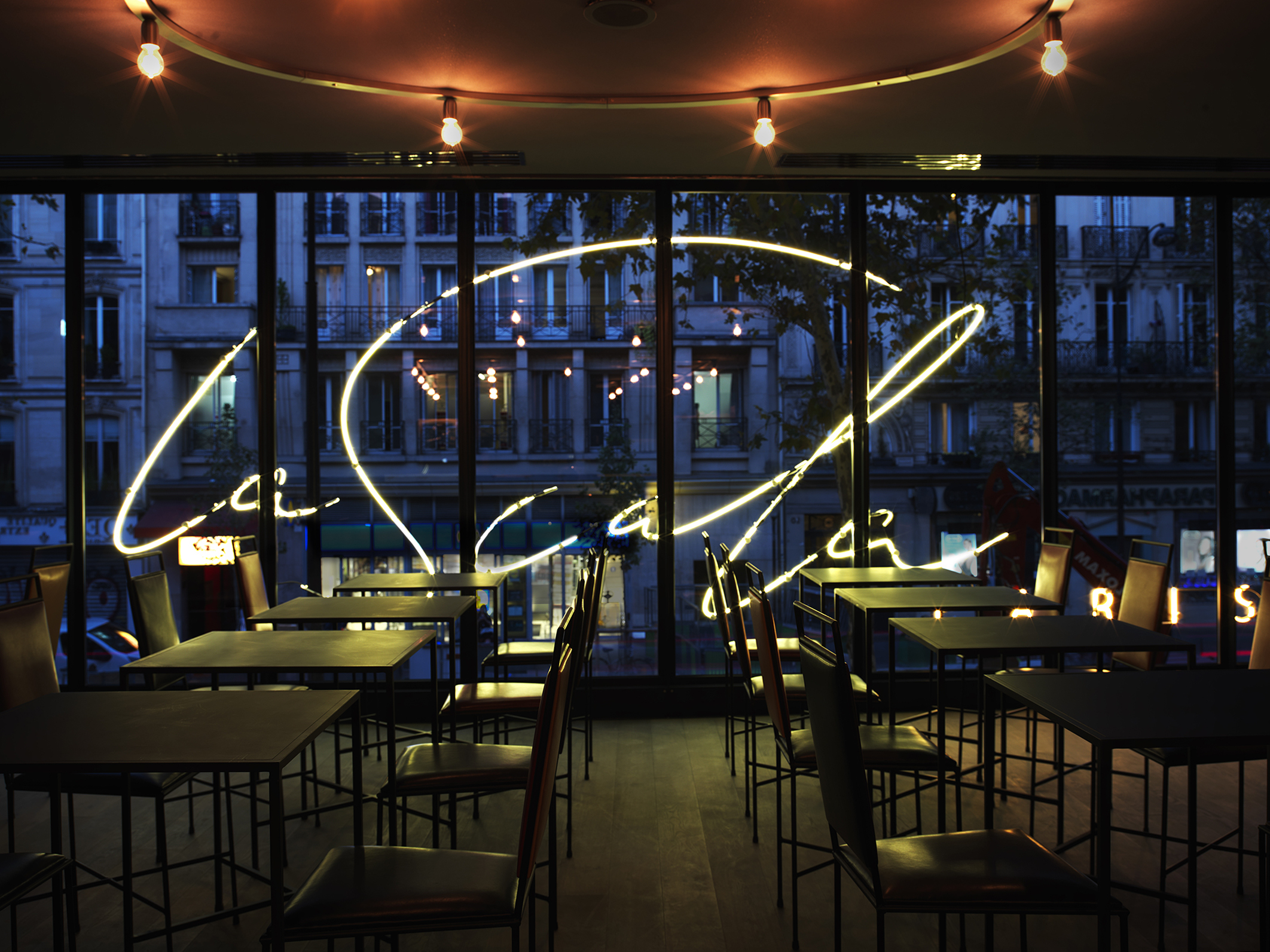
Restaurant et bar La Scala Paris.

En février 2016, la Scala est rachetée par Mélanie et Frédéric Biessy (producteur de théâtre, de danse, de musique et de nouveau cirque avec Les Petites Heures) qui reconstruisent un théâtre de 550 places, un restaurant et un bar. L'agence d'architecture Archidev réalise la rénovation, accompagné des scénographes de Changement à Vue. L'identité visuelle est conçue par le graphiste Rudi Meyer, qui en a dessiné le logo, les espaces sont décorés par le scénographe Richard Peduzzi et l'identité sonore assurée par les algorithmes du compositeur Philippe Manoury.
La nouvelle salle ouvre le 11 septembre 2018 avec le spectacle d'acrobatie et de machineries Scala, écrit et mis en scène par Yoann Bourgeois,,,,. 
Ouverte à tous les courants de la création (théâtre, danse, musique, nouveau cirque, arts visuels et numériques), elle est entièrement modulable - pouvant recevoir jusqu'à 750 spectateurs selon la configuration des gradins – et dotée d'une acoustique variable de nouvelle génération, articulée autour de 172 enceintes acoustiques Amadeus et du processeur de son spatial Holophonix.
En septembre 2020 ouvre une seconde salle modulable de 180 places en sous-sol, la Piccola Scala, destinée à accueillir et accompagner les jeunes talents dans toutes les disciplines.
Forts de leur succès, Mélanie et Frédéric Biessy prennent la direction d'une nouvelle salle à Avignon et créent un label de musique, Scala Music. L'ensemble appartient à la SAS Les Petites Heures, présidée par Mélanie Biessy. Son mari, Frédéric Biessy, en assume la direction artistique.
Ils ont aussi confié à Olivier Schmitt l'écriture d'un livre, L'Intégrale des ombres, La Scala Paris, édité par Actes Sud. Il réunit plus de cent dix documents iconographiques inédits conservés à la Bibliothèque nationale de France, au Centre national du graphisme de Chaumont et dans des collections privées qui viennent illustrer l'histoire à rebondissements de la Scala.